# テラ・メロス
テラ・メロス(Tera Melos)はアメリカ合衆国カリフォルニア州、サクラメント出身のロックバンド。
ロック、アンビエントエレクトロニクス、そして型にはまらないソングストラクチャーといった、多くのスタイルを取り込んでいるバンドである。
現在、ギター・キーボード・ボーカルのニック・ラインハートとベースのネイサン・ラトーナ、そしてドラムのジョン・クラーディーの3人で活動している。
素早い交互のリズムパターン、スタート・ストップのダイナミクス、即興、ギターの両手弾き、拡張されたオープンエンドブリッジ、エフェクトペダルとサンプラーの使用によって特徴づけられている音楽を演奏する。
彼らはマスロックというジャンルでくくられるのを避けてきたが、マスロックのイノベーターと考えられている。

## メンバー

### 現在のメンバー
- ニック・ラインハート(Nick Reinhart) - ギター、ボーカル、プログラミング (2004-現在)

- ネイサン・ラトーナ(Nathan Latona) - ベース (2004-現在)

- ジョン・クラーディー(John Clardy) - ドラム (2008-現在)

### 過去のメンバー
- ジェフ・ウォームス(Jeff Worms) - ギター (2004-2006)

- ヴィンス・ロジャース(Vince Rogers) - ドラム (2004-2008)

## ディスコグラフィー

### スタジオ・アルバム
- (untitled album) (2005) Springman, Re-issued (2010) Sargent House

- Patagonian Rats (2010) Sargent House

- X’ed Out (2013) Sargent House

- Trash Generator (2017) Sargent House

### コンピレーション・アルバム
- Drugs/Complex (2010) Sargent House

### EP
- Demo (2004)

- Alive (2005)

- Drugs to the Dear Youth (2007) Sargent House

- IDIOMS vol. I (2009) Sargent House

- Frozen Zoo Remixes (2010) Sargent House

- Zoo Weather (2011) Sargent House

- Echo on the Hills of Knebworth(2011) Sargent House

- X’ed Out-The Remixes (2013) Sargent House

- Treasures and Trolls (2018) Sargent House

### スプリット・アルバム
- Complex Full of Phantoms (split with By the End of Tonight) (2007) Temporary Residence Limited